# Matrixmechanica
De matrixmechanica is een formulering van de kwantummechanica die in 1925 werd opgesteld door Werner Heisenberg, Max Born en Pascual Jordan.
De matrixmechanica is een van de twee hoofdmethoden van de beschrijving van gekwantificeerde verschijnselen in de natuur. Het breidde het Bohr-model uit door te beschrijven hoe kwantumovergangen optreden. De matrixmechanica interpreteert fysische eigenschappen van deeltjes als matrices die in de tijd evolueren. De matrixmechanica, in haar moderne formulering ook wel bekend als het Heisenbergbeeld, is equivalent aan de van Schrödinger afkomstige golfformulering van de kwantummechanica en ligt aan de basis van Diracs bra-ket notatie voor de golffunctie.
In tegenstelling tot de golfformulering, produceert het spectra van (meestal energie) operators door puur algebraïsche, ladder-operator, methoden. Zich baserend op deze methoden, heeft Pauli het waterstofatoomspectrum afgeleid in 1926, vóór de ontwikkeling van golfmechanica.

## Ontwikkeling van matrixmechanica
In 1925 formuleerden Werner Heisenberg, Max Born en Pascual Jordan de matrixmechanische representatie van de kwantummechanica.

### Driekoningen in Helgoland
In 1925 werkte Werner Heisenberg in Göttingen aan het probleem van het berekenen van de spectraallijnen van waterstof. In mei 1925 begon hij te proberen atoomsystemen alleen door waarneembare grootheden te beschrijven. Op 7 juni vertrok Heisenberg, om te ontsnappen aan de gevolgen van een zware aanval van hooikoorts, naar het pollenvrije Noordzee-eiland Helgoland. Terwijl hij daar tussen het klimmen en leren van gedichten van Goethe's West-östlicher Diwan doorging, bleef hij nadenken over het spectrale probleem en realiseerde hij zich uiteindelijk dat de aanname van niet commutatieve observabelen het probleem zou kunnen oplossen, en hij schreef later:
"Het was ongeveer drie uur 's nachts toen het eindresultaat van de berekening voor mij lag. Eerst was ik diep geschokt. Ik was zo opgewonden dat ik niet aan slaap kon denken. Dus verliet ik het huis en wachtte op de zonsopgang op de top van een rots."

### De drie fundamentele documenten
Nadat Heisenberg was teruggekeerd naar Göttingen, liet hij Wolfgang Pauli zijn berekeningen zien en zei hij op een gegeven moment: 
"Alles is nog steeds vaag en onduidelijk voor mij, maar het lijkt alsof de elektronen niet meer in banen zullen bewegen."
Op 9 juli gaf Heisenberg hetzelfde document van zijn berekeningen aan Max Born, zeggende:
'... hij had een gek artikel geschreven en durfde het niet op te sturen voor publicatie, en dat Born het zou lezen en hem erover zou adviseren ...'
voorafgaand aan publicatie. Heisenberg vertrok toen een tijdje en liet Born achter om het artikel te analyseren.
In het artikel formuleerde Heisenberg de kwantumtheorie zonder scherpe elektronenbanen. Hendrik Kramers had eerder de relatieve intensiteiten van spectraallijnen in het Sommerfeld-model berekend door de Fourier-coëfficiënten van de banen als intensiteiten te interpreteren. Maar zijn antwoord was, net als alle andere berekeningen in de oude kwantumtheorie, alleen correct voor grote banen.
Heisenberg, na een samenwerking met Kramers, begon te begrijpen dat de overgangskansen niet helemaal klassieke grootheden waren, omdat de enige frequenties die in de Fourier-serie voorkomen de frequenties zouden moeten zijn die waargenomen worden in kwantumsprongen, niet de fictieve die afkomstig zijn van Fourier-analyse van scherpe klassieke banen. Hij verving de klassieke Fourier-serie door een matrix van coëfficiënten, een vage quantum-analogie van de Fourier-serie. Klassiek geven de Fourier-coëfficiënten de intensiteit van de uitgezonden straling, dus in de kwantummechanica was de grootte van de matrixelementen van de positie operator de intensiteit van de straling in het heldere-lijnenspectrum. De hoeveelheden in de formulering van Heisenberg waren de klassieke positie en de impuls, maar nu waren ze niet langer scherp gedefinieerd. Elke hoeveelheid werd vertegenwoordigd door een verzameling van Fourier-coëfficiënten met twee indices, die overeenkomen met de begin- en eindtoestanden.
Toen Born het artikel las, zag hij in dat deze formulering getranscribeerd en uitgebreid kon worden naar de systematische taal van matrices, die hij had geleerd van zijn studie onder Jakob Rosanes aan Breslau University. Born, met de hulp van zijn assistent en oud-student Pascual Jordan, begon onmiddellijk met het maken van de transcriptie en extensie, en ze dienden hun resultaten in voor publicatie; het artikel werd slechts 60 dagen na het artikel van Heisenberg ontvangen voor publicatie.
Alle drie de auteurs dienden voor het einde van het jaar een vervolgdocument in voor publicatie. (Een korte bespreking van Borns rol in de ontwikkeling van de matrixmechanica formulering van kwantummechanica samen met een bespreking van de sleutelformule die de niet-commutativiteit van de kansamplitudes omvat, is te vinden in een artikel van Jeremy Bernstein. Een gedetailleerd historisch en technisch verslag is te vinden in Mehra en Rechenberg's boek  The Historical Development of Quantum Theory. Volume 3. The Formulation of Matrix Mechanics and Its Modifications 1925–1926. )
Tot nu toe werden matrices zelden door natuurkundigen gebruikt; ze werden beschouwd als behorend tot het rijk van de zuivere wiskunde. Gustav Mie had ze gebruikt in een artikel over elektrodynamica in 1912 en Born had ze gebruikt in zijn werk over de roostertheorie van kristallen in 1921. Hoewel matrices in deze gevallen werden gebruikt, kwam matrixalgebra met zijn vermenigvuldiging niet op de voorgrond zoals dat gebeurde in de matrixformulering van de kwantummechanica.
Born had echter, zoals reeds opgemerkt, matrixalgebra van Rosanes geleerd, maar Born had ook Hilberts theorie van integraalvergelijkingen en kwadratische vormen voor een oneindig aantal variabelen geleerd, zoals blijkt uit een citaat van Born of Hilberts werk  Grundzüge einer allgemeinen Theorie der Linearen Integralgleichungen  gepubliceerd in 1912.
Jordan was ook goed uitgerust voor de taak. Hij was een aantal jaren assistent van Richard Courant in Göttingen bij de voorbereiding van het boek van Courant en David Hilbert Methoden der mathematischen Physik I, dat in 1924 werd gepubliceerd. Dit boek bevatte bij toeval een groot aantal van de wiskundige instrumenten die nodig zijn voor de voortdurende ontwikkeling van de kwantummechanica.
In 1926 werd John von Neumann assistent van David Hilbert, en hij zou de term Hilbertruimte gebruiken om de algebra en analyse te beschrijven die werden gebruikt bij de ontwikkeling van de kwantummechanica.

### De redenering van Heisenberg
Vóór matrixmechanica beschreef de oude kwantumtheorie de beweging van een deeltje door een klassieke baan, met een goed gedefinieerde positie en impuls {\displaystyle X(t),\,P(t)}, met de beperking dat de tijdintegraal over een periode {\displaystyle T} van de impuls maal de snelheid een positief geheel veelvoud van constante van Planck moet zijn
{\displaystyle \int _{0}^{T}P\,{\mathrm {d} X \over \mathrm {d} t}\,\mathrm {d} t=\int _{0}^{T}P\,\mathrm {d} X=nh}
Hoewel deze beperking correct banen selecteert met min of meer de
juiste energiewaarden {\displaystyle E_{n}}, beschreef het oude kwantummechanische formalisme geen tijdsafhankelijke processen, zoals de emissie of absorptie van straling.
Wanneer een klassiek deeltje zwak is gekoppeld aan een stralingsveld, zodat de stralingsdemping kan worden verwaarloosd, zal het straling uitzenden in een patroon dat zich elke orbitale periode herhaalt. De frequenties waaruit de uitgaande golf bestaat, zijn dan gehele veelvouden van de orbitale frequentie, en dit weerspiegelt het feit dat {\displaystyle X(t)} periodiek is, zodat de fourierreeks alleen frequenties {\displaystyle 2\pi n/T} heeft:
{\displaystyle X(t)=\sum _{n=-\infty }^{\infty }e^{2\pi int/T}X_{n}}
De coëfficiënten {\displaystyle X_{n}} zijn complexe getallen. Die met negatieve frequenties moeten de complex geconjugeerde zijn van die met positieve frequenties, zodat {\displaystyle X(t)} altijd reëel zal zijn:
{\displaystyle X_{n}=X_{-n}^{*}}
Een kwantummechanisch deeltje kan daarentegen niet continu straling uitzenden, het kan alleen fotonen uitzenden. Ervan uitgaande dat het kwantumdeeltje begon in baannummer {\displaystyle n}, een foton uitzond en vervolgens eindigde in baannummer {\displaystyle m}, is de energie van het foton {\displaystyle E_{n}-E_{m}}, dus met frequentie {\displaystyle (E_{n}-E_{m})/h}.
Voor grote {\displaystyle n} en {\displaystyle m}, maar met {\displaystyle n-m} relatief klein, zijn dit de klassieke frequenties van Bohrs correspondentieprincipe:
{\displaystyle E_{n}-E_{m}\approx (n-m){\frac {h}{T}}}
Daarin is {\displaystyle T} de klassieke periode van ofwel baan {\displaystyle n} of baan {\displaystyle m}, omdat het verschil tussen beide hoger is in {\displaystyle h}. Maar voor {\displaystyle n} en {\displaystyle m} klein, of als {\displaystyle n-m} groot is, zijn de frequenties geen gehele veelvouden van een enkele frequentie.
Aangezien de frequenties die het deeltje uitzendt hetzelfde zijn als de frequenties in de fourier-beschrijving van zijn beweging, suggereert dit dat 'iets' in de tijdsafhankelijke beschrijving van het deeltje met frequentie {\displaystyle (E_{n}-E_{m})/h} oscilleert.
Heisenberg noemde deze hoeveelheid {\displaystyle X_{nm}}, en eiste dat het zou worden teruggebracht tot de klassieke fouriercoëfficiënten binnen de klassieke limiet. Voor grote waarden van {\displaystyle n} en {\displaystyle m}, maar met {\displaystyle n-m} relatief klein, is {\displaystyle X_{nm}} de {\displaystyle (n-m)} -de fouriercoëfficiënt van de klassieke beweging in een baan {\displaystyle n}. Aangezien {\displaystyle X_{nm}} de tegenovergestelde frequentie heeft als {\displaystyle X_{mn}}, wordt de voorwaarde dat {\displaystyle X} reëel is:
{\displaystyle X_{nm}=X_{mn}^{*}}
Per definitie heeft {\displaystyle X_{nm}} alleen de frequentie {\displaystyle (E_{n}-E_{m})/h}, zodat:
{\displaystyle X_{nm}(t)=e^{2\pi i(E_{n}-E_{m})t/h}X_{nm}(0)}
Dit is de oorspronkelijke vorm van de bewegingsvergelijking van Heisenberg.
Aangezien de twee arrays {\displaystyle X_{nm}} en {\displaystyle P_{nm}} twee fysieke grootheden beschrijven, zou Heisenberg een nieuwe array van hetzelfde type kunnen vormen door het combineren van de termen {\displaystyle X_{nk}P_{km}}, die ook oscilleren met de juiste frequentie. Aangezien de fouriercoëfficiënten van het product van twee hoeveelheden de convolutie van de fouriercoëfficiënten van elk afzonderlijk is, kon Heisenberg door de overeenstemming met de fourierreeks de regel afleiden waarmee de arrays moeten worden vermenigvuldigd:
{\displaystyle (XP)_{mn}=\sum _{k=0}^{\infty }X_{mk}P_{kn}}
Born wees erop dat dit de wet is van matrixvermenigvuldiging, zodat de positie, de impuls, de energie, alle waarneembare grootheden in de theorie, geïnterpreteerd worden als matrices. Onder deze vermenigvuldigingsregel is het product afhankelijk van de volgorde: 
{\displaystyle XP} verschilt van {\displaystyle PX}.
De matrix {\displaystyle X}is een volledige beschrijving van de beweging van een kwantummechanisch deeltje. Omdat de frequenties in de kwantumbeweging geen veelvouden zijn van een gemeenschappelijke frequentie, kunnen de matrixelementen niet worden geïnterpreteerd als de fouriercoëfficiënten van een scherp klassiek traject. Desalniettemin voldoen {\displaystyle X(t)} en {\displaystyle P(t)} als matrices aan de klassieke bewegingsvergelijkingen; zie ook de stelling van Paul Ehrenfest hieronder.

### Basisprincipes van matrices
Toen het in 1925 werd geïntroduceerd door Werner Heisenberg, Max Born en Pascual Jordan, werd matrixmechanica niet onmiddellijk geaccepteerd en was het aanvankelijk een bron van controverse. De latere introductie van golfmechanica door Schrödinger werd sterk geprefereerd.
Een deel van de reden was dat de formulering van Heisenberg voor die tijd in een vreemde wiskundige taal was, terwijl de formulering van Schrödinger gebaseerd was op bekende golfvergelijkingen. Maar er was ook een diepere sociologische reden. De kwantummechanica had zich ontwikkeld via twee paden, een in een richting die de dualiteit van golfdeeltjes benadrukte, en de andere in een richting, ontstaan door Bohr, die de nadruk legde op afzonderlijke energietoestanden en kwantumsprongen. (Hier kan worden vermeld dat Einstein de voorkeur gaf aan de richting die de dualiteit van golfdeeltjes benadrukte.) De Broglie had de afzonderlijke energietoestanden gereproduceerd in het dualiteitskader van golfdeeltjes - de kwantumconditie is de staande golfconditie, en dit gaf hoop op degenen in de dualiteitschool met golfdeeltjes die alle afzonderlijke aspecten van de kwantummechanica zouden onderbrengen in een continue golfmechanica.
Matrixmechanica kwam daarentegen van de Bohr-school, die zich bezighield met discrete energietoestanden en kwantumsprongen. De volgelingen van Bohr waardeerden geen fysieke modellen die elektronen afbeelden als golven of helemaal niet. Ze gaven er de voorkeur aan zich te concentreren op de grootheden die rechtstreeks verband hielden met experimenten.
In de atoomfysica gaf spectroscopie meetbare gegevens over atomaire overgangen die voortkomen uit de interacties van atomen met licht quanta. De Bohr-school vereiste dat alleen de grootheden die in principe met spectroscopie meetbaar waren, in de theorie zouden voorkomen. Deze grootheden omvatten de energieniveaus en hun intensiteiten, maar ze omvatten niet de exacte locatie van een deeltje in zijn Bohr-baan. Het is heel moeilijk om een experiment voor te stellen dat zou kunnen bepalen of een elektron in de grondtoestand van een waterstofatoom zich rechts of links van de kern bevindt. Het was een diepe overtuiging dat dergelijke vragen geen antwoord hadden.
De matrixformulering is gebaseerd op de premisse dat alle fysieke observables worden vertegenwoordigd door matrices, waarvan de elementen worden geïndexeerd door twee verschillende energieniveaus. De verzameling eigenwaarden van de matrix werd uiteindelijk begrepen als de verzameling van alle mogelijke waarden die de observable kan hebben. Aangezien de matrices van Heisenberg Hermitisch zijn, zijn de eigenwaarden reëel.
Als een observable wordt gemeten en het resultaat is een bepaalde eigenwaarde, is de corresponderende eigenvector de toestand van het systeem onmiddellijk na de meting. Door de handeling van meten in matrixmechanica 'stort' de toestand van het systeem in. Als men twee observables tegelijkertijd meet, stort de toestand van het systeem in tot een gemeenschappelijke eigenvector van de twee observables. Omdat de meeste matrices geen eigenvectoren gemeen hebben, kunnen de meeste waarnemingen nooit tegelijkertijd exact worden gemeten. Dit is het onzekerheidsprincipe.
Als twee matrices hun eigenvectoren delen, kunnen ze tegelijkertijd diagonaal zijn. Op de basis waarin ze beide diagonaal zijn, is het duidelijk dat hun product niet afhankelijk is van hun volgorde, omdat vermenigvuldiging van diagonale matrices slechts vermenigvuldiging van getallen is. Het onzekerheidsprincipe is daarentegen een uitdrukking van het feit dat twee matrices {\displaystyle A} en {\displaystyle B} niet altijd commuteren, dat wil zeggen dat {\displaystyle AB-BA} niet noodzakelijk gelijk is aan 0. De fundamentele commutatierelatie van matrixmechanica:
{\displaystyle \sum _{k}(X_{nk}P_{km}-P_{nk}X_{km})={ih \over 2\pi }~\delta _{nm}}
impliceert dan dat er geen toestanden zijn die tegelijkertijd een definitieve positie en impuls hebben.
Dit principe van onzekerheid geldt ook voor veel andere paren waarneembare waarnemingen. De energie commuteert bijvoorbeeld ook niet met de positie, dus het is onmogelijk om de positie en energie van een elektron in een atoom precies te bepalen.
In 1928 nomineerde Albert Einstein Heisenberg, Born en Jordan voor de Nobelprijs voor natuurkunde. De aankondiging van de Nobelprijs voor de natuurkunde voor 1932 werd uitgesteld tot november 1933. Op dat moment werd aangekondigd dat Heisenberg de Prijs voor 1932 had gewonnen "voor de creatie van de kwantummechanica, waarvan de toepassing onder meer heeft geleid tot de ontdekking van de allotrope vormen van waterstof". en Erwin Schrödinger en Paul Adrien Maurice Dirac deelden de prijs uit 1933 "voor de ontdekking van nieuwe productieve vormen van atoomtheorie".
Men zou zich heel goed kunnen afvragen waarom Born, samen met Heisenberg, in 1932 de prijs niet ontving en Bernstein speculeert hierover. Een daarvan heeft betrekking op de toetreding van Jordan tot de Nazi-partij op 1 mei 1933 en een Storm Trooper aan het worden. De affiliaties van de Jordaanse partij en de banden van Jordan met Born hebben mogelijk de kans van Born op de prijs in die tijd beïnvloed. Bernstein merkt verder op dat toen Born in 1954 uiteindelijk de prijs kreeg, Jordan nog leefde, terwijl de prijs werd toegekend voor de statistische interpretatie van de kwantummechanica, toe te schrijven aan Born alleen.
Heisenbergs reacties op Born die de prijs ontving voor 1932 en op Born die de prijs ontving in 1954, zijn ook leerzaam om te evalueren of Born de prijs had moeten delen met Heisenberg. Op 25 november 1933 ontving Born een brief van Heisenberg waarin hij zei dat hij schriftelijk was vertraagd vanwege een "slecht geweten" dat hij alleen de prijs had ontvangen "voor zijn werk in Göttingen in samenwerking - jij, Jordan en ik." Heisenberg zei verder dat de bijdrage van Born en Jordan aan de kwantummechanica niet kan worden veranderd door 'een verkeerde beslissing van buitenaf'.
In 1954 schreef Heisenberg een artikel ter ere van Max Planck voor zijn inzicht in 1900. In het artikel gaf Heisenberg Born en Jordan erkenning voor de uiteindelijke wiskundige formulering van matrixmechanica, en Heisenberg benadrukte verder hoe groot hun bijdragen aan kwantummechanica waren, die niet "voldoende erkend werden in het publieke oog".

## Wiskundige ontwikkeling
Nadat Heisenberg de matrices voor {\displaystyle X} en {\displaystyle P} had geïntroduceerd, kon hij hun matrixelementen in bijzondere gevallen vinden door giswerk, met behulp van het correspondentieprincipe. Omdat de matrixelementen in de kwantummechanica analoog zijn aan fourier-coëfficiënten van de klassieke banen, is het eenvoudigste geval de harmonische oscillator, waar de klassieke positie en de impuls, {\displaystyle X(t)} en {\displaystyle P(t)} sinusvormig zijn.

### Harmonische oscillator
In eenheden waar de massa en frequentie van de oscillator gelijk zijn aan een, is de energie van de oscillator
{\displaystyle H={\tfrac {1}{2}}(P^{2}+X^{2})}
Bij een gegeven waarde van {\displaystyle H} zijn de banen met de klok mee en zijn het geneste cirkels in de fase-ruimte. De klassieke baan met energie {\displaystyle E} is:
{\displaystyle X(t)={\sqrt {2E}}\cos(t),\quad P(t)=-{\sqrt {2E}}\sin(t)}
De oude kwantumvoorwaarde schrijft voor dat de integraal van {\displaystyle P\,\mathrm {d} X} over een baan, het gebied van de cirkel in de faseruimte, een geheel veelvoud moet zijn van de constante van Planck. Het gebied van de cirkel met straal {\displaystyle {\sqrt {2E}}} is {\displaystyle 2\pi E}. Dus
{\displaystyle E={\frac {nh}{2\pi }}}
dus is, in natuurlijke eenheden, waarin {\displaystyle \hbar =1}, de energie een geheel getal.
De fouriercomponenten van {\displaystyle X(t)} en {\displaystyle P(t)} zijn enkelvoudig, en meer nog als ze worden gecombineerd in de grootheden
{\displaystyle A(t)=X(t)+iP(t)={\sqrt {2E}}\,e^{-it},\quad A^{\dagger }(t)=X(t)-iP(t)={\sqrt {2E}}\,e^{it}}
Zowel {\displaystyle A} als {\displaystyle A^{\dagger }} hebben maar één frequentie en {\displaystyle X} en {\displaystyle P} kunnen uit hun som en verschil worden bepaald.
Aangezien {\displaystyle A(t)} een klassieke fourierreeks heeft met alleen de laagste frequentie, en het matrixelement {\displaystyle A_{mn}} de {\displaystyle (m-n)}e fourier-coëfficiënt is van de klassieke baan, is de matrix voor {\displaystyle A} alleen ongelijk aan nul op de lijn net boven de diagonaal, waar deze gelijk is aan {\displaystyle {\sqrt {2E_{n}}}}. De matrix voor {\displaystyle A^{\dagger }} is eveneens alleen ongelijk aan nul op de lijn onder de diagonaal, met dezelfde elementen.
Zo kan uit {\displaystyle A} en {\displaystyle A^{\dagger }} gereconstrueerd worden dat:
{\displaystyle {\sqrt {2}}X(0)={\sqrt {\frac {h}{2\pi }}}\;{\begin{bmatrix}0&{\sqrt {1}}&0&0&0&\cdots \\{\sqrt {1}}&0&{\sqrt {2}}&0&0&\cdots \\0&{\sqrt {2}}&0&{\sqrt {3}}&0&\cdots \\0&0&{\sqrt {3}}&0&{\sqrt {4}}&\cdots \\\vdots &\vdots &\vdots &\vdots &\vdots &\ddots \\\end{bmatrix}},}
en
{\displaystyle {\sqrt {2}}P(0)={\sqrt {\frac {h}{2\pi }}}\;{\begin{bmatrix}0&-i{\sqrt {1}}&0&0&0&\cdots \\i{\sqrt {1}}&0&-i{\sqrt {2}}&0&0&\cdots \\0&i{\sqrt {2}}&0&-i{\sqrt {3}}&0&\cdots \\0&0&i{\sqrt {3}}&0&-i{\sqrt {4}}&\cdots \\\vdots &\vdots &\vdots &\vdots &\vdots &\ddots \\\end{bmatrix}},}
wat, behoudens de keuze van de eenheden, de heisenbergmatrices zijn voor de harmonische oscillator. Merk op dat beide matrices hermitisch zijn, omdat ze zijn opgebouwd uit de fouriercoëfficiënten van reële grootheden.
De grootheden {\displaystyle X(t)} en {\displaystyle P(t)} kunnen direct gevonden worden, omdat het kwantumfouriercoëfficiënten zijn, zodat ze gewoon met de tijd evolueren,
{\displaystyle X_{mn}(t)=X_{mn}(0)e^{i(E_{m}-E_{n})t},\quad P_{mn}(t)=P_{mn}(0)e^{i(E_{m}-E_{n})t}}
Het matrixproduct van {\displaystyle X} en {\displaystyle P} is niet hermitisch, maar heeft een reëel en imaginair deel. Het reële deel is de helft van de symmetrische uitdrukking {\displaystyle XP-PX}, terwijl het imaginaire deel evenredig is met de commutator
{\displaystyle [X,P]=(XP-PX)}
Er geldt dat {\displaystyle XP-PX} in het geval dat de harmonische oscillator {\displaystyle i\hbar } is, vermenigvuldigd met de eenheidsmatrix;
ook is
{\displaystyle H={\tfrac {1}{2}}(X^{2}+P^{2})}
een diagonaalmatrix, met eigenwaarden {\displaystyle E_{i}}.

### Behoud van energie
De harmonische oscillator is een belangrijk geval. Het vinden van de matrices is gemakkelijker dan het bepalen van de algemene voorwaarden uit deze speciale formulieren. Daarom onderzocht Heisenberg de niet-harmonische oscillator, met hamiltoniaan
{\displaystyle H={\tfrac {1}{2}}P^{2}+{\tfrac {1}{2}}X^{2}+\epsilon X^{3}}
In dit geval zijn de matrices {\displaystyle X} en {\displaystyle P} niet langer eenvoudige nevendiagonaalmatrices, omdat de corresponderende klassieke banen enigszins platgedrukt en verplaatst zijn, zodat ze bij elke klassieke frequentie fouriercoëfficiënten hebben. Om de matrixelementen te bepalen, eiste Heisenberg dat de klassieke bewegingsvergelijkingen worden nageleefd als matrixvergelijkingen:
{\displaystyle {\mathrm {d} X \over \mathrm {d} t}=P\quad {\mathrm {d} P \over \mathrm {d} t}=-X-3\epsilon X^{2}}
Hij merkte op dat als dit kon worden gedaan, {\displaystyle H}, beschouwd als een matrixfunctie van {\displaystyle X} en {\displaystyle P}, geen tijdsafgeleide heeft.
{\displaystyle {\mathrm {d} H \over \mathrm {d} t}=P*{\mathrm {d} P \over \mathrm {d} t}+(X+3\epsilon X^{2})*{\mathrm {d} X \over \mathrm {d} t}=0}
waarin {\displaystyle A*B={\tfrac {1}{2}}(AB+BA)} de anticommutator is,
Gegeven dat alle buitendiagonale elementen een frequentie hebben die gelijk is aan nul en {\displaystyle H} constant moet zijn, betekent dat dat {\displaystyle H} diagonaal is. Het was Heisenberg duidelijk dat in dit systeem de energie precies kon worden geconserveerd in een willekeurig kwantumsysteem, een zeer bemoedigend teken.
Het proces van emissie en absorptie van fotonen leek te eisen dat behoud van energie gemiddeld op zijn best zou blijven. Als een golf met precies één foton sommige atomen passeert en een ervan absorbeert het, moet dat atoom de anderen vertellen dat ze het foton niet meer kunnen absorberen. Maar als de atomen ver van elkaar verwijderd zijn, kan geen enkel signaal de andere atomen op tijd bereiken en kunnen ze uiteindelijk toch hetzelfde foton absorberen en de energie naar de omgeving afstaan. Wanneer het signaal hen bereikt, zouden de andere atomen die energie op de een of andere manier terug moeten geven. Deze paradox bracht Bohr, Kramers en Slater ertoe het exacte energiebehoud op te geven. Het formalisme van Heisenberg, toen het werd uitgebreid tot het elektromagnetische veld, zou dit probleem duidelijk omzeilen, een aanwijzing dat de interpretatie van de theorie ineenstorten van de golffunctie met zich meebrengt.

### Differentiatietoepassing - canonieke commutatierelaties
Eisen dat de klassieke bewegingsvergelijkingen behouden blijven, is niet sterk genoeg om de matrixelementen te bepalen. De constante van Planck komt niet voor in de klassieke vergelijkingen, zodat de matrices kunnen worden geconstrueerd voor veel verschillende waarden van {\displaystyle \hbar } en toch voldoen aan de bewegingsvergelijkingen, maar met verschillende energieniveaus.
Dus om zijn programma uit te voeren, moest Heisenberg de oude kwantumvoorwaarde gebruiken om de energieniveaus vast te stellen en vervolgens de matrices in te vullen met fouriercoëfficiënten van de klassieke vergelijkingen, vervolgens de matrixcoëfficiënten en het energieniveau enigszins veranderen om er zeker van te zijn dat aan de klassieke vergelijkingen wordt voldaan. Dit is duidelijk niet het geval. De oude kwantumvoorwaarden verwijzen naar het gebied dat wordt omsloten door de scherpe klassieke banen, die niet bestaan in het nieuwe formalisme.
Het belangrijkste dat Heisenberg ontdekte, is hoe de oude kwantumvoorwaarde vertaald kan worden naar een eenvoudige verklaring in de matrixmechanica. Om dit te doen, onderzocht hij de actie-integraal als een matrixgrootheid,
{\displaystyle \int _{0}^{T}\sum _{k}P_{mk}(t){\mathrm {d} X_{kn} \over \mathrm {d} t}\mathrm {d} t\ {\stackrel {\scriptstyle ?}{\approx }}\ J_{mn}}
Er zijn verschillende problemen met deze integraal, allemaal voortkomend uit de onverenigbaarheid van het matrixformalisme met het oude beeld van banen. Welke periode {\displaystyle T} moest worden gebruikt? Semiklassiek moet het {\displaystyle m} of {\displaystyle n} zijn, maar het verschil is van de orde {\displaystyle \hbar }, en er wordt gezocht naar een antwoord in deze orde. De kwantumvoorwaarde vertelt ons dat {\displaystyle J_{mn}=2\pi n} op de diagonaal, dus het feit dat {\displaystyle J} klassiek constant is, vertelt ons dat de buitendiagonale elementen nul zijn.
Zijn cruciale inzicht was om de kwantumvoorwaarde te differentiëren met betrekking tot {\displaystyle n}. Dit idee is alleen logisch in de klassieke limiet, waar {\displaystyle n} niet een geheel getal is, maar de continue actiehoekvariabelen {\displaystyle J}. Maar Heisenberg voerde analoge manipulaties uit met matrices, waarbij de tussenliggende uitdrukkingen soms discrete verschillen en soms afgeleiden zijn.
In de volgende discussie zal duidelijkheidshalve gedifferentieerd worden naar de klassieke variabelen en zal de overgang naar matrixmechanica achteraf plaatsvinden, geleid door het correspondentieprincipe.
In de klassieke setting is de afgeleide de afgeleide met betrekking tot {\displaystyle J} van de integraal die {\displaystyle J} definieert, dus het is tautologisch gelijk aan 1:
{\displaystyle {\mathrm {d}  \over \mathrm {d} J}\int _{0}^{T}P\mathrm {d} X=1}
{\displaystyle =\int _{0}^{T}\left({\mathrm {d} P \over \mathrm {d} J}{\mathrm {d} X \over \mathrm {d} t}+P{\mathrm {d}  \over \mathrm {d} J}{\mathrm {d} X \over \mathrm {d} t}\right)\mathrm {d} t=\int _{0}^{T}\left({\mathrm {d} P \over \mathrm {d} J}{\mathrm {d} X \over \mathrm {d} t}-{\mathrm {d} P \over \mathrm {d} t}{\mathrm {d} X \over \mathrm {d} J}\right)\mathrm {d} t}
waar de afgeleiden {\displaystyle \mathrm {d} P/\mathrm {d} J} en {\displaystyle \mathrm {d} X/\mathrm {d} J} moeten worden geïnterpreteerd als verschillen met betrekking tot {\displaystyle J} op overeenkomstige tijden op nabijgelegen banen, precies wat zou worden verkregen als de fouriercoëfficiënten van de orbitale beweging werden gedifferentieerd. (Deze afgeleiden zijn symplectisch orthogonaal in fase-ruimte ten opzichte van de tijdafgeleiden {\displaystyle \mathrm {d} P/\mathrm {d} t} en {\displaystyle \mathrm {d} X/\mathrm {d} t}).
De laatste uitdrukking wordt verduidelijkt door de aan {\displaystyle J} canoniek geconjugeerde variabele {\displaystyle \theta } te introduceren. De afgeleide met betrekking tot de tijd is een afgeleide met betrekking tot {\displaystyle \theta }, op een factor {\displaystyle 2\pi T} na:
{\displaystyle {2\pi  \over T}\int _{0}^{T}\left({\mathrm {d} p \over \mathrm {d} J}{\mathrm {d} X \over \mathrm {d} \theta }-{\mathrm {d} P \over \mathrm {d} \theta }{\mathrm {d} X \over \mathrm {d} J}\right)\mathrm {d} t=1}
De integraal van de kwantumvoorwaarde is dus de gemiddelde waarde over één cyclus van de poissonhaak van {\displaystyle X} en {\displaystyle P}.
Een analoge differentiatie van de fourierreeks van {\displaystyle P\mathrm {d} X} toont aan dat de buitendiagonale elementen van de poissonhaak alle nul zijn. De poissonhaak van twee canoniek geconjugeerde variabelen, zoals {\displaystyle X} en {\displaystyle P}, is gelijk aan 1, dus deze integraal is eigenlijk de gemiddelde waarde van 1; dus het is 1, zoals we al lang wisten, want het is tenslotte {\displaystyle \mathrm {d} J/\mathrm {d} J}. Maar Heisenberg, Born en Jordan waren, in tegenstelling tot Dirac, niet bekend met de theorie van poissonhaakjes, dus voor hen evalueerde de differentiatie effectief {\displaystyle \{P,X\}} in de coördinaten {\displaystyle J} en {\displaystyle \theta }.
De poissonhaak heeft, in tegenstelling tot de actie-integraal, een eenvoudige vertaling naar matrixmechanica - hij komt normaal gesproken overeen met het imaginaire deel van het product van twee variabelen, de commutator.
Bekijk, om dit te zien, het (antisymmetrische) product van twee matrices {\displaystyle A} en {\displaystyle B} in de correspondentielimiet, waarbij de matrixelementen langzaam variërende functies van de index zijn, rekening houdend met het feit dat de uitkomst klassiek nul is.
In de correspondentielimiet, als de indices {\displaystyle m} en {\displaystyle n} groot en dichtbij elkaar liggen, terwijl {\displaystyle k} en {\displaystyle r} klein zijn, is de mate van verandering van de matrixelementen in de diagonale richting het matrixelement van de afgeleide naar {\displaystyle J} van de overeenkomstige klassieke grootheid. Het is dus mogelijk om elk matrixelement diagonaal door de correspondentie te verplaatsen:
{\displaystyle A_{(m+r)(n+r)}-A_{mn}\approx r\,\left({\mathrm {d} A \over \mathrm {d} J}\right)_{mn}}
waarin de rechterkant eigenlijk alleen de {\displaystyle (m-n)}-de fouriercomponent is van {\displaystyle \mathrm {d} A/\mathrm {d} J} in de baan nabij {\displaystyle m} aan deze semi-klassieke volgorde, niet een volledig goed gedefinieerde matrix.
De semiklassieke tijdsafgeleide van een matrixelement wordt verkregen tot een factor  i  door te vermenigvuldigen met de afstand tot de diagonaal,
{\displaystyle ikA_{m(m+k)}\approx \left({T \over 2\pi }{\mathrm {d} A \over \mathrm {d} t}\right)_{m(m+k)}=\left({\mathrm {d} A \over \mathrm {d} \theta }\right)_{m(m+k)}}
aangezien de coëfficiënt {\displaystyle A_{m(m+k)n}} semiklassiek de {\displaystyle k}-de fouriercoëfficiënt van de {\displaystyle m}-de klassieke baan is.
Het imaginaire deel van het product van {\displaystyle A} en {\displaystyle B} kan worden geëvalueerd door de matrixelementen te verschuiven, zodat het klassieke antwoord, dat nul is, wordt gereproduceerd.
Het leidende niet-nulresidu wordt dan volledig gegeven door de verschuiving. Aangezien alle matrixelementen zich op indices bevinden die een kleine afstand hebben tot de grote indexpositie {\displaystyle (m,n)}, helpt het om twee tijdelijke notaties te introduceren:
{\displaystyle A[r,k]=A_{(m+r)(m+k)}}
voor de matrices, en 
{\displaystyle {\frac {\mathrm {d} A}{\mathrm {d} J}}[r]}
voor de {\displaystyle r}-de fouriercomponenten van klassieke grootheden:
{\displaystyle (AB-BA)[0,k]=\sum _{r=-\infty }^{\infty }(A[0,r]B[r,k]-A[r,k]B[0,r])}
{\displaystyle =\sum _{r}\left(A[-r+k,k]+(r-k){\mathrm {d} A \over \mathrm {d} J}[r]\right)\left(B[0,k-r]+r{\mathrm {d} B \over \mathrm {d} J}[r-k]\right)-\sum _{r}A[r,k]B[0,r]}
Als de sommatievariabele in de eerste som van {\displaystyle r} naar {\displaystyle r'=k-r} wordt omgedraaid, wordt het matrixelement:
{\displaystyle \sum _{r'}(A[r',k]-r'{\mathrm {d} A \over \mathrm {d} J}[k-r'])\left(\;B[0,r']+(k-r'){\mathrm {d} B \over \mathrm {d} J}[r']\right)-\sum _{r}A[r,k]B[0,r]}
en is het duidelijk dat het belangrijkste (klassieke) deel verdwijnt. Het leidende kwantumgedeelte, onder verwaarlozing van het hogere orde product van afgeleiden in de resterende uitdrukking, is dan
{\displaystyle \sum _{r'}\left({\mathrm {d} B \over \mathrm {d} J}[r'](k-r')A[r',k]-{\mathrm {d} A \over \mathrm {d} J}[k-r']r'B[0,r']\right)}
zodat, uiteindelijk,
{\displaystyle (AB-BA)[0,k]=\sum _{r'}\left({\mathrm {d} B \over \mathrm {d} J}[r']i{\mathrm {d} A \over \mathrm {d} \theta }[k-r']-{\mathrm {d} A \over \mathrm {d} J}[k-r']i{\mathrm {d} B \over \mathrm {d} \theta }[r']\right)}
dat kan worden geïdentificeerd met {\displaystyle i} keer de {\displaystyle k}-de klassieke fouriercomponent van de poissonhaak.
De oorspronkelijke differentiatietruc van Heisenberg werd uiteindelijk uitgebreid tot een volledige semi-klassieke afleiding van de kwantumvoorwaarde, in samenwerking met Born en Jordan.
Zodra ze konden vaststellen dat
{\displaystyle {\frac {ih}{2\pi }}\{X,P\}_{\mathrm {PB} }\quad \longmapsto \quad [X,P]\equiv XP-PX={\frac {ih}{2\pi }}}
verving deze voorwaarde de oude kwantumvoorwaarde en breidde deze uit, waardoor de matrixelementen van {\displaystyle P} en {\displaystyle X} voor een willekeurig systeem eenvouigweg konden worden bepaald uit de vorm van de hamiltoniaan.
De nieuwe kwantiseringsregel werd verondersteld universeel waar te zijn, hoewel de afleiding ervan uit de oude kwantumtheorie een semiklassieke redenering vereiste.
(Een volledige kwantumbehandeling, voor meer uitgebreide argumenten van de haakjes, werd echter gewaardeerd in de jaren 1940 om poissonhaakjes uit te breiden tot Moyal brackets.)

### Toestandsvectoren en de Heisenberg-vergelijking
Om de overgang naar standaard kwantummechanica te maken, was de belangrijkste verdere toevoeging de kwantumtoestandsvector, geschreven als {\displaystyle |\psi \rangle },
wat de vector is waarop de matrices inwerken. Zonder de toestandsvector is het niet duidelijk welke beweging de heisenberg-matrices beschrijven, omdat ze ergens alle bewegingen omvatten.
De interpretatie van de toestandsvector, met kentallen {\displaystyle \psi _{m}}, werd geleverd door Born. Deze interpretatie is statistisch. De toestandsvector is de waarschijnlijkheidsamplitude waarvan het kwadraat van de modulus, {\displaystyle |\psi _{n}|^{2}=\psi _{n}^{*}\psi _{n}} de kansdichtheid voor het kwantumsysteem is om in de energietoestand {\displaystyle n} te zijn. Het resultaat van een meting van de fysieke grootheid die overeenkomt met de matrix {\displaystyle A}, is stochstisch, met een verwachte waarde gelijk aan
{\displaystyle \sum _{mn}\psi _{m}^{*}A_{mn}\psi _{n}}
Nadat de toestandsvector was geïntroduceerd, kon de matrixmechanica naar elke basis worden geroteerd, waarbij de matrix {\displaystyle H} niet langer diagonaal hoeft te zijn. De bewegingsvergelijking van Heisenberg in zijn oorspronkelijke vorm stelt dat {\displaystyle A_{mn}} in de tijd evolueert zoals een fouriercomponent:
{\displaystyle A_{mn}(t)=e^{i(E_{m}-E_{n})t}A_{mn}(0)}
die in differentiële vorm kan worden geschreven als:
{\displaystyle {\frac {\mathrm {d} A_{mn}}{\mathrm {d} t}}=i(E_{m}-E_{n})A_{mn}}
en kan worden aangepast zodat het waar is op een willekeurige basis, door op te merken dat de matrix {\displaystyle H} diagonaal is met de getallen {\displaystyle E_{m}} op de diagonaal
{\displaystyle {\frac {\mathrm {d} A}{\mathrm {d} t}}=i(HA-AH)}
Dit is een matrixvergelijking, die dus het geldt onafhankelijk van de basis; het is de moderne vorm van de bewegingsvergelijking van Heisenberg.
De formele oplossing is:
{\displaystyle A(t)=e^{iHt}A(0)e^{-iHt}}
Al deze vormen van de bewegingsvergelijking hierboven zeggen hetzelfde, dat {\displaystyle A(t)} equivalent is aan {\displaystyle A(0)}, door een basisrotatie met de unitaire matrix {\displaystyle e^{iHt}}, een systematisch beeld verduidelijkt door Dirac met zijn bra-ketnotatie.
Omgekeerd kan, door de basis voor de toestandsvector telkens te roteren met {\displaystyle e^{iHt}}, de tijdsafhankelijkheid in de matrices ongedaan worden gemaakt. De matrices zijn dan tijdonafhankelijk, maar de toestandsvector roteert:
{\displaystyle |\psi (t)\rangle =e^{-iHt}|\psi (0)\rangle ,\qquad {\mathrm {d} |\psi \rangle  \over \mathrm {d} t}=-iH|\psi \rangle }
Dit is de schrödinger-vergelijking voor de toestandsvector, en deze tijdsafhankelijke verandering van de basis komt neer op transformatie naar het zgn. schrödinger-beeld], met {\displaystyle \langle x|\psi \rangle =\psi (x)}.
In quantummechanica in het heisenberg-beeld de toestandsvector {\displaystyle |\psi \rangle } verandert niet met de tijd, terwijl een observable {\displaystyle A} voldoet aan de heisenberg-bewegingsvergelijking:
{\displaystyle {\frac {\mathrm {d} A}{\mathrm {d} t}}={i \over \hbar }[H,A]+{\frac {\partial A}{\partial t}}}
De extra term is voor operatoren als
{\displaystyle A=(X+t^{2}P)}
die een expliciete tijdsafhankelijkheid hebben, naast de tijdsafhankelijkheid van de besproken unitaire evolutie.
Het heisenberg-beeld maakt geen onderscheid tussen tijd en ruimte, en is dus beter geschikt voor relativistische theorieën dan de schrödingervergelijking. Bovendien is de overeenkomst met de klassieke fysica duidelijker: de hamiltoniaanse bewegingsvergelijkingen voor klassieke mechanica worden hersteld door de commutator hierboven te vervangen door de poissonhaak (zie ook hieronder). Volgens de stone-von neumann-stelling moeten het heisenberg-beeld en het schrödinger-beeld unitair equivalent zijn, zoals hieronder is beschreven.

## Verdere resultaten
Matrixmechanica ontwikkelde zich snel tot moderne kwantummechanica en leverde interessante fysische resultaten op over de spectra van atomen.

### Golfmechanica
Jordan merkte op dat de commutatierelaties ervoor zorgen dat {\displaystyle P} fungeert als een differentiaaloperator.
De operatoridentiteit 
{\displaystyle [a,bc]=abc-bca=abc-bac+bac-bca=[a,b]c+b[a,c]}
staat de evaluatie toe van de commutator van {\displaystyle P} met elke macht van {\displaystyle X}, en impliceert dat
{\displaystyle [P,X^{n}]=-in\,X^{n-1}}
wat, samen met lineariteit, impliceert dat een {\displaystyle P}-commutator effectief onderscheid maakt tussen elke analytische matrixfunctie van {\displaystyle X}.
Ervan uitgaande dat de grenzen verstandig zijn gedefinieerd, strekt dit zich uit tot willekeurige functies - maar de uitbreiding hoeft niet expliciet te worden gemaakt totdat een zekere mate van wiskundige nauwkeurigheid vereist is,
{\displaystyle [P,f(X)]=-if'(X)}
Aangezien {\displaystyle X} een hermitische matrix is, moet deze diagonaal zijn en uit de uiteindelijke vorm van {\displaystyle P} zal duidelijk zijn dat elk reëel getal een eigenwaarde kan zijn. Dit maakt een deel van de wiskunde subtiel, omdat er voor elk punt in de ruimte een aparte eigenvector is.
In de basis waarop {\displaystyle X} diagonaal is, kan een willekeurige toestand worden geschreven als een superpositie van toestanden met eigenwaarden {\displaystyle x}:
{\displaystyle |\psi \rangle =\int _{x}\psi (x)|x\rangle }
zodat {\displaystyle \psi (x)=\langle x|\psi \rangle }, en de operator {\displaystyle X} elke eigenvector vermenigvuldigt met {\displaystyle x}:
{\displaystyle X|\psi \rangle =\int _{x}x\psi (x)|x\rangle }
Definieer een lineaire operator {\displaystyle D} die {\displaystyle \psi } differentieert:
{\displaystyle D\int _{x}\psi (x)|x\rangle =\int _{x}\psi '(x)|x\rangle }
en merk op dat:
{\displaystyle (DX-XD)|\psi \rangle =\int _{x}[(x\psi (x))'-x\psi '(x)]|x\rangle =\int _{x}\psi (x)|x\rangle =|\psi \rangle }
zodat de operator {\displaystyle -iD} dezelfde commutatierelatie volgt als {\displaystyle P}. Het verschil tussen {\displaystyle P} en {\displaystyle -iD} moet dus commteren met {\displaystyle X}:
{\displaystyle [P+iD,X]=0}
dus kan {\displaystyle -iD} simultaan diagonaal zijn met {\displaystyle X}: een waarde van {\displaystyle -iD} die werkt op elke eigentoestand van {\displaystyle X} is een functie {\displaystyle f} van de eigenwaarde {\displaystyle x}.
Deze functie moet reëel zijn, omdat zowel {\displaystyle P} als {\displaystyle -iD} hermitisch zijn:
{\displaystyle (P+iD)|x\rangle =f(x)|x\rangle }
die elke toestand {\displaystyle |x\rangle } roteert met een fase {\displaystyle f(x)}, dus de fase van de golffunctie opnieuw bepaalt:
{\displaystyle \psi (x)\rightarrow e^{-if(x)}\psi (x)}
De operator {\displaystyle iD} wordt opnieuw gedefinieerd met een bedrag:
{\displaystyle iD\rightarrow iD+f(X)}
wat betekent dat in de geroteerde basis {\displaystyle P} gelijk is aan {\displaystyle -iD}.
Daarom is er altijd een basis voor de eigenwaarden van {\displaystyle X} waar de actie van {\displaystyle P} op een golffunctie bekend is:
{\displaystyle P\int _{x}\psi (x)|x\rangle =\int _{x}-i\psi '(x)|x\rangle }
en de hamiltoniaan in deze basis is een lineaire differentiaaloperator op de componenten van de toestandsvector:
{\displaystyle \left[{P^{2} \over 2m}+V(X)\right]\int _{x}\psi _{x}|x\rangle =\int _{x}\left[-{1 \over 2m}{\partial ^{2} \over \partial x^{2}}+V(x)\right]\psi _{x}|x\rangle }
De bewegingsvergelijking voor de toestandsvector is dus niets anders dan een beroemde differentiaalvergelijking:
{\displaystyle i{\partial  \over \partial t}\psi _{t}(x)=\left[-{1 \over 2m}{\partial ^{2} \over \partial x^{2}}+V(x)\right]\psi _{t}(x)}
Aangezien {\displaystyle D} een differentiaaloperator is, moeten er, wil deze zinvol gedefinieerd zijn, eigenwaarden zijn van {\displaystyle X}, die in de buurt liggen van elke gegeven waarde. Dit suggereert dat de enige mogelijkheid is dat de ruimte van alle eigenwaarden van {\displaystyle X} alle reële getallen zijn, en dat {\displaystyle P} en {\displaystyle iD} aan elkaar gelijk zijn, op een faserotatie na.
Om dit hard te maken is een verstandige bespreking van de beperkende ruimte van functies vereist, en in deze ruimte is dit de stone-von neumann-stelling: alle operatoren {\displaystyle X} en {\displaystyle P} die voldoen aan de commutatierelaties, kunnen worden gemaakt om in te werken op een ruimte van golffuncties, met {\displaystyle P} een afgeleide operator. Dit houdt in dat er altijd een schrödinger-beeld beschikbaar is.
Matrixmechanica strekt zich op natuurlijke wijze gemakkelijk uit tot vele vrijheidsgraden. Elke vrijheidsgraad heeft een eigen operator {\displaystyle X} en een eigen effectieve differentiaaloperator {\displaystyle P}, en de golffunctie is een functie van alle mogelijke eigenwaarden van de onafhankelijke commuterende variabelen {\displaystyle X}.
{\displaystyle [X_{i},X_{j}]=0}
{\displaystyle [P_{i},P_{j}]=0}
{\displaystyle [X_{i},P_{j}]=i\delta _{ij}}
Dit betekent in het bijzonder dat een systeem van {\displaystyle N} interacterende deeltjes in 3 dimensies wordt beschreven door één vector waarvan de componenten op een basis waar elke {\displaystyle X} diagonaal is, wiskundige functies zijn van {\displaystyle 3N}-dimensionale ruimte die al hun mogelijke posities beschrijft, in feite een veel grotere verzameling waarden dan de loutere verzameling van {\displaystyle N} driedimensionale golffuncties in één fysieke ruimte. Schrödinger kwam onafhankelijk tot dezelfde conclusie en bewees uiteindelijk de gelijkwaardigheid van zijn eigen formalisme met dat van Heisenberg.
Aangezien de golffunctie een eigenschap is van het hele systeem en niet van een enkel onderdeel, is de beschrijving in de kwantummechanica niet geheel lokaal. De beschrijving van verschillende kwantumdeeltjes heeft ze gecorreleerd, of verstrengeld. Deze verstrengeling leidt tot vreemde correlaties tussen verre deeltjes die de klassieke ongelijkheid van Bell schenden.
Zelfs als de deeltjes maar twee toestandem kunnen aannemen, vereist de golffunctie voor {\displaystyle N} deeltjes {\displaystyle 2N} complexe getallen, een voor elke volledige configuratie van toestanden. Dit zijn exponentieel veel getallen in {\displaystyle N}, dus simulatie van kwantummechanica op een computer vereist exponentiel veel middelen. Omgekeerd suggereert dit dat het mogelijk zou kunnen zijn kwantumsystemen van de grootte {\displaystyle N} te vinden die fysiek de antwoorden berekenen op problemen die klassiek {\displaystyle 2N} bits vereisen om opgelost te worden. Dit is de drijfveer achter kwantumcomputers.

### Theorie van Ehrenfest
Voor de tijdonafhankelijke operatoren {\displaystyle X} en {\displaystyle P} is {\displaystyle \partial A\partial t=0}, dus de heisenberg-vergelijking hierboven reduceert tot:
{\displaystyle i\hbar {\mathrm {d} A \over \mathrm {d} t}=[A,H]=AH-HA},
waar de vierkante haken de commutator aangeven. Voor de hamiltoniaan {\displaystyle p^{2}/2m+V(x)} voldoen de operatoren {\displaystyle X} en {\displaystyle P} aan:
{\displaystyle {\frac {\mathrm {d} X}{\mathrm {d} t}}={P \over m},\quad {\frac {\mathrm {d} P}{\mathrm {d} t}}=-\nabla V},
waarin de eerste klassiek de snelheid voorstelt en de tweede klassiek de kracht of potentiaalgradiënt. Deze reproduceren hamiltons vorm van de bewegingswetten van Newton. In het heisenberg-beeld voldoen de operatoren {\displaystyle X} en {\displaystyle P} aan de klassieke bewegingsvergelijkingen. De verwachtingswaarde van beide zijden van de vergelijking laat zien dat, in elke toestand {\displaystyle |\psi \rangle }:
{\displaystyle {\frac {\mathrm {d} }{\mathrm {d} t}}\langle X\rangle ={\frac {\mathrm {d} }{\mathrm {d} t}}\langle \psi |X|\psi \rangle ={\frac {1}{m}}\langle \psi |P|\psi \rangle ={\frac {1}{m}}\langle P\rangle }
{\displaystyle {\frac {\mathrm {d} }{\mathrm {d} t}}\langle P\rangle ={\frac {\mathrm {d} }{\mathrm {d} t}}\langle \psi |P|\psi \rangle =\langle \psi |(-\nabla V)|\psi \rangle =-\langle \nabla V\rangle }
Dus de wetten van Newton worden precies nageleefd door de verwachtingswaarden van de operatoren in een bepaalde toestand. Dit is de stelling van Ehrenfest, wat kennelijk het gevolg is van de bewegingsvergelijkingen van Heisenberg, maar minder triviaal in het schrödinger-beeld, waar Ehrenfest het ontdekte.

### Transformatietheorie
In de klassieke mechanica is een canonieke transformatie van fase-ruimtecoördinaten er een die de structuur van de poissonhaakjes behoudt. De nieuwe variabelen {\displaystyle x',p'} hebben dezelfde poissonhaakjes met elkaar als de oorspronkelijke variabelen {\displaystyle x,p}. Tijdsevolutie is een canonieke transformatie, aangezien de faseruimte op elk moment net zo goed een keuze van variabelen is als de faseruimte op een ander moment.
De hamiltoniaanse stroom is de canonieke transformatie:
{\displaystyle x\mapsto x+\mathrm {d} x=x+{\partial H \over \partial p}\mathrm {d} t}
{\displaystyle p\mapsto p+\mathrm {d} p=p-{\partial H \over \partial x}\mathrm {d} t}
Aangezien de hamiltoniaan een willekeurige functie kan zijn van {\displaystyle x} en {\displaystyle p}, zijn er zulke oneindig kleine canonieke transformaties die overeenkomen met elke klassieke grootheid {\displaystyle G}, die dient als hamiltoniaan om een stroom van punten in faseruimte te genereren voor een tijdsinterval {\displaystyle s}:
{\displaystyle \mathrm {d} x={\partial G \over \partial p}\mathrm {d} s=\{G,X\}\,\mathrm {d} s}
{\displaystyle \mathrm {d} p=-{\partial G \over \partial x}\mathrm {d} s=\{G,P\}\,\mathrm {d} s}
Voor een algemene functie {\displaystyle A(x,p)} op de faseruimte, de oneindig kleine verandering bij elke stap {\displaystyle \mathrm {d} s} onder deze ajbeelding is
{\displaystyle \mathrm {d} A={\partial A \over \partial x}\mathrm {d} x+{\partial A \over \partial p}\mathrm {d} p=\{A,G\}\,\mathrm {d} s}
De grootheid {\displaystyle G} wordt de oneindig kleine generator van de canonieke transformatie genoemd.
In de kwantummechanica is het analogon {\displaystyle G} een hermitische matrix, en de bewegingsvergelijkingen worden gegeven door commutatoren,
{\displaystyle \mathrm {d} A=i[G,A]\,\mathrm {d} s}
De oneindig kleine canonieke bewegingen kunnen formeel worden geïntegreerd, net als de bewegingsvergelijking van Heisenberg werd geïntegreerd,
{\displaystyle A'=U^{\dagger }AU}
waarin {\displaystyle U=e^{iGs}} met {\displaystyle s} een willekeurige parameter.
De definitie van een kwantumcanonieke transformatie is dus een willekeurige unitaire verandering van basis op de ruimte van alle toestandvectoren. {\displaystyle U} is een willekeurige unitaire matrix, een complexe rotatie in de faseruimte,
{\displaystyle U^{\dagger }=U^{-1}}
Deze transformaties laten de som van het absolute kwadraat van de golffunctiecomponenten invariant, terwijl ze toestanden die veelvouden zijn van elkaar (inclusief toestanden die denkbeeldige veelvouden zijn van elkaar) overvoeren in toestanden die hetzelfde veelvoud van elkaar zijn.
De interpretatie van de matrices is dat ze fungeren als generatoren van bewegingen op de ruimte van staten.
De beweging gegenereerd door {\displaystyle P} kan bijvoorbeeld worden gevonden door de bewegingsvergelijking van Heisenberg op te lossen met {\displaystyle P} als hamiltoniaan,
{\displaystyle \mathrm {d} X=i[X,P]\,\mathrm {d} s=\mathrm {d} s}
{\displaystyle \mathrm {d} P=i[P,P]\,\mathrm {d} s=0}
Dit zijn trasnslaties van de matrix {\displaystyle X} over een veelvoud van de identiteitsmatrix,
{\displaystyle X\mapsto X+sI}
Dit is de interpretatie van de differentiaaloperator {\displaystyle D} met {\displaystyle e^{iPs}=e^{D}}, de e-macht van een differentiaaloperator is een translatie (dus Lagranges shift operator).
De operator {\displaystyle X} genereert op soortgelijke manier translaties in {\displaystyle P}. De hamiltoniaan genereert translaties in de tijd, het impulsmoment genereert rotaties in de fysieke ruimte en de operator {\displaystyle X^{2}+P^{2}} genereert rotaties in de faseruimte.
Als een transformatie, zoals een rotatie in de fysieke ruimte, met de hamiltoniaan commuteert, wordt de transformatie een symmetrie (behoudens een degeneratie) van de hamiltoniaan genoemd - de hamiltoniaan uitgedrukt in geroteerde coördinaten is hetzelfde als de originele hamiltoniaan. Dit betekent dat de verandering in de hamiltoniaan onder de oneindig kleine symmetriegenerator {\displaystyle L} verdwijnt,
{\displaystyle {\mathrm {d} H \over \mathrm {d} s}=i[L,H]=0}
Hieruit volgt dat de verandering in de generator onder translatie in de tijd ook verdwijnt:
{\displaystyle {\mathrm {d} L \over \mathrm {d} t}=i[H,L]=0}
dus is de matrix {\displaystyle L} constant in de tijd: hij blijft behouden.
De een-op-een associatie van infinitesimale symmetriegeneratoren en behoudswetten werd ontdekt door Emmy Noether voor klassieke mechanica, waar de commutatoren zijn poissonhaakjes, maar de kwantummechanische redenering is identiek. In de kwantummechanica levert elke unitaire symmetrietransformatie een behoudswet op, want als de matrix {\displaystyle U} de eigenschap heeft
{\displaystyle U^{-1}HU=H}
dus daaruit volgt
{\displaystyle UH=HU}
en dat de tijdsafgeleide van {\displaystyle U} gelijk is aan nul; hij blijft behouden.
De eigenwaarden van unitaire matrices zijn zuivere fasen, zodat de waarde van een unitair bhouden grootheid een complex getal van lengte een is en geen reëel getal. Een andere manier om dit te zeggen is dat een unitaire matrix het e-macht is van {\displaystyle i} maal een hermitische matrix, zodat de additief behouden reële grootheid, de fase, slechts goed gedefinieerd is op een geheel veelvoud van {\displaystyle 2\pi } na. Alleen als de unitaire symmetriematrix deel uitmaakt van een familie die willekeurig dicht bij de identiteit komt, worden de behouden reële grootheden eenwaardig, en wordt de eis dat ze behouden blijven een meer veeleisende beperking.
Symmetrieën die continu kunnen worden verbonden met de identiteit worden continu genoemd, en translaties, rotaties en boosts zijn voorbeelden. Symmetrieën die niet continu verbonden kunnen worden met de identiteit zijn discreet, en de werking van ruimte-inversie, of pariteit, en ladingconjugatie zijn voorbeelden.
De interpretatie van de matrices als generatoren van canonieke transformaties is te danken aan Paul Dirac. De overeenstemming tussen symmetrieën en matrices werd door Eugene Wigner als volledig aangetoond, als anti-unitaire matrices die symmetrieën omvatten die tijd omvatten omkering zijn inbegrepen.

### Selectieregels
Het was Heisenberg fysiek duidelijk dat de absolute vierkanten van de matrixelementen van {\displaystyle X}, de fouriercoëfficiënten van de oscillatie, de emissiesnelheid van elektromagnetische straling zouden opleveren.
In de klassieke limiet van grote banen, als een lading met positie {\displaystyle X(t)} en lading {\displaystyle q} oscilleert naast een gelijke en tegengestelde lading op positie 0, het momentane dipoolmoment is {\displaystyle qX(t)}, en de tijdsvariatie van dit moment vertaalt zich direct in de ruimte-tijdvariatie van het vectorpotentiaal, wat resulteert in genest uitgaande sferische golven.
Voor atomen is de golflengte van het uitgezonden licht ongeveer 10.000 keer de atoomstraal en het dipoolmoment is de enige bijdrage aan het stralingsveld, terwijl alle andere details van de atomaire ladingsverdeling kunnen worden genegeerd.
Het negeren van terugreactie, het vermogen uitgestraald in elke uitgaande modus is een som van afzonderlijke bijdragen van het kwadraat van elke onafhankelijke tijd Fourier-modus van {\displaystyle d},
{\displaystyle P(\omega )={\tfrac {2}{3}}{\omega ^{4}}|d_{i}|^{2}}
In de weergave van Heisenberg zijn de fouriercoëfficiënten van het dipoolmoment de matrixelementen van {\displaystyle X}. Deze correspondentie stelde Heisenberg in staat de regel te geven voor de overgangsintensiteiten, de fractie van de tijd dat, vanaf een begintoestand {\displaystyle i}, een foton wordt uitgezonden en het atoom naar een eindtoestand {\displaystyle j} springt:
{\displaystyle P_{ij}={\tfrac {2}{3}}(E_{i}-E_{j})^{4}|X_{ij}|^{2}}
Hierdoor kon de grootte van de matrixelementen statistisch worden geïnterpreteerd: ze geven de intensiteit van de spectraallijnen, de kans op kwantumsprongen door de emissie van dipoolstraling.
Aangezien de overgangssnelheden worden gegeven door de matrixelementen van {\displaystyle X}, waar {\displaystyle X_{ij}} nul is, mag de bijbehorende overgang afwezig zijn. Deze werden de selectieregels genoemd, die een puzzel waren tot de komst van matrixmechanica.
Een willekeurige toestand van het waterstofatoom, negerend spin, wordt aangeduid met {\displaystyle |n;l,m\rangle }, waarbij de waarde van {\displaystyle l} een maat is voor het totale orbitale impulsmoment en {\displaystyle m} de {\displaystyle z}-component is, die de oriëntatie van de baan definieert. De componenten van  de pseudovector impulsmoment zijn
{\displaystyle L_{i}=\varepsilon _{ijk}X^{j}P^{k}}
waarbij de producten in deze uitdrukking reëel zijn en onafhankelijk van de volgorde, omdat verschillende componenten van {\displaystyle X} en {\displaystyle P} commuteren.
De commutatierelaties van {\displaystyle L} met alle drie de coördinaatmatrices {\displaystyle X,\,Y,\,Z} (of met een willekeurige vector) zijn gemakkelijk te vinden:
{\displaystyle [L_{i},X_{j}]=i\epsilon _{ijk}X_{k}},
wat bevestigt dat de operator {\displaystyle L} rotaties genereert tussen de drie componenten van de vector van coördinaatmatrices {\displaystyle X}.
Hieruit kan de commutator van {\displaystyle L_{z}} en de coördinaatmatrices {\displaystyle X,\,Y,\,Z} worden afgelezen,
{\displaystyle [L_{z},X]=iY}
{\displaystyle [L_{z},Y]=-iX}
Dit betekent dat de grootheden {\displaystyle X+iY} en {\displaystyle X-iY} een eenvoudige commutatieregel hebben:
{\displaystyle [L_{z},X+iY]=(X+iY)}
{\displaystyle [L_{z},X-iY]=-(X-iY)}
Net als de matrixelementen van {\displaystyle X+iP} en {\displaystyle X-iP} voor de hamiltoniaan van de harmonische oscillator, impliceert deze commutatieregel dat deze operatoren alleen bepaalde niet-diagonale matrixelementen hebben in toestanden van bepaalde {\displaystyle m}:
{\displaystyle L_{z}((X+iY)|m\rangle )=(X+iY)L_{z}|m\rangle +(X+iY)|m\rangle =(m+1)(X+iY)|m\rangle }
wat betekent dat de matrix {\displaystyle X+iY} een eigenvector van {\displaystyle L_{z}}  met eigenwaarde {\displaystyle m} overvoert in een eigenvector met eigenwaarde m + 1. Op dezelfde manier verlaagt {\displaystyle X-iY} {\displaystyle m} met één eenheid, terwijl {\displaystyle Z} de waarde van {\displaystyle m} niet verandert.
Dus op een basis van {\displaystyle |l,m\rangle }-toestanden waar {\displaystyle L^{2}} en {\displaystyle L_{z}} bepaalde waarden hebben, zijn de matrixelementen van een van de drie componenten van de toestand nul, behalve als {\displaystyle m} hetzelfde blijft of verandert met één eenheid.
Dit legt een beperking op de verandering in het totale impulsmoment. Elke toestand kan zo worden gedraaid dat het impulsmoment zoveel mogelijk in de {\displaystyle z}-richting is, waarbij {\displaystyle m=l}. Het matrixelement van de toestand dat inwerkt op {\displaystyle |l,m\rangle } kan alleen waarden van {\displaystyle m} voortbrengen die met één eenheid zijn toegenomen, zodat als de coördinaten worden geroteerd zodat de eindtoestand {\displaystyle |l',l'\rangle } is, de waarde van {\displaystyle l'} maximaal één groter kan zijn dan de grootste waarde van {\displaystyle l} die in de begintoestand voorkomt. Dus is {\displaystyle l'} maximaal {\displaystyle l+1}.
De matrixelementen verdwijnen voor {\displaystyle l'>l+1}, en het omgekeerde matrixelement wordt bepaald door hermiticiteit, dus deze verdwijnen ook als {\displaystyle l'<l-1}: dipoolovergangen zijn verboden met een verandering in impulsmoment van meer dan één eenheid.

### Somregels
De bewegingsvergelijking van Heisenberg bepaalt de matrixelementen van {\displaystyle P} in de Heisenberg-basis uit de matrixelementen van {\displaystyle X}:
{\displaystyle P_{ij}=m{\frac {\mathrm {d} }{\mathrm {d} t}}X_{ij}=im(E_{i}-E_{j})X_{ij}},
die het diagonale deel van de commutatierelatie verandert in een somregel voor de grootte van de matrixelementen:
{\displaystyle \sum _{j}P_{ij}x_{ji}-X_{ij}p_{ji}=i\sum _{j}2m(E_{i}-E_{j})|X_{ij}|^{2}=i}
Dit levert een relatie op voor de som van de spectroscopische intensiteiten van en naar een bepaalde toestand, hoewel om absoluut correct te zijn, bijdragen van de stralingsopvangkans voor ongebonden verstrooiingstoestanden moeten in de som worden opgenomen:
{\displaystyle \sum _{j}2m(E_{i}-E_{j})|X_{ij}|^{2}=1}